# 노출콘크리트 공법

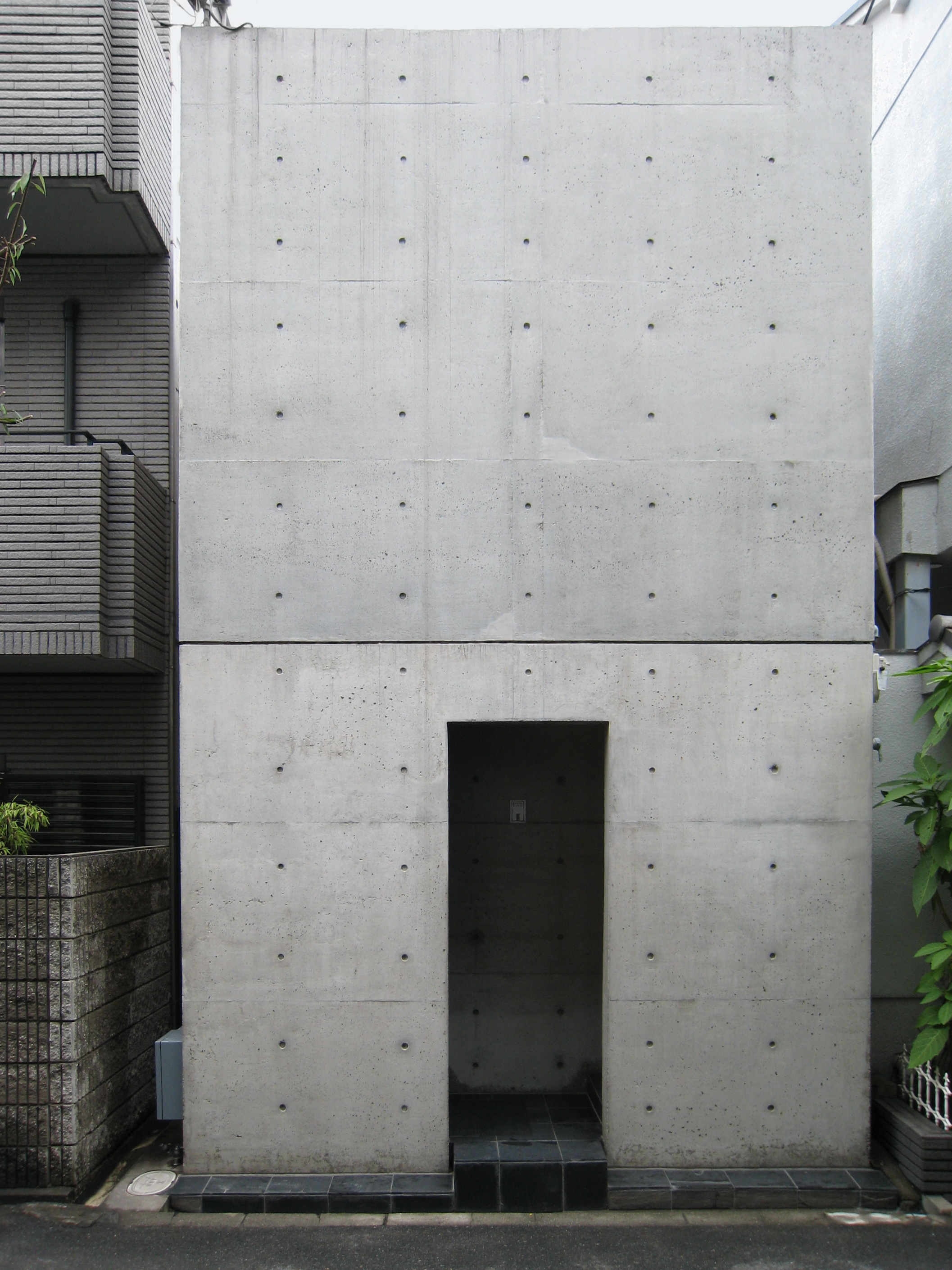
노출콘크리트 공법으로 만들어진 안도 다다오의 스미요시 연립주택 (住吉の長屋), 오사카, 1976년 작품.

노출콘크리트 공법(Exposed Concrete, 프랑스어: béton brut 베통 브루트[*], 프랑스어 발음: [betɔ̃ bʁyt], 생콘크리트(Raw concrete)라는 의미)은 콘크리트 자체가 갖고 있는 색상 및 질감으로 마감재를 이루는 형태로 콘크리트 타설 후 거푸집을 탈형한 상태 그대로를 노출시켜 콘크리트 자체가 나타내는 독특한 조형미를 강조하는 것이다. 노출콘크리트는 골조공사이면서 마감공사를 병행하는 공사이기 때문에, 설계에서부터 마무리까지 전 과정을 분리시킬 수 없는 일체화된 공정 작업이다.

## 역사

### 기원
노출콘크리트는 철근콘크리트 건축의 아버지인 프랑스 건축가 오귀스트 페레에 의하여 최초로 퐁티우 정비소(Pontieu)에서 시도되었다. 건축가 르 꼬르뷔지에(Le Corbusier)는 마르세이유의 유니떼 다비따시옹(Unité d'habitation) 아파트에서 콘크리트를 완전히 노출하는데, 페레의 경우와는 다르게 거친 콘크리트의 물성과 거푸집의 흔적들을 그대로 표현하는 베똥 브륏(Béton brut)을 주장한다. 1950년대 시공되는 그의 작품들에서는 콘크리트는 구조재인 동시에 마감재로 표현된다. 영국의 건축가 스미슨 부부(앨리슨 스미슨, 피터 스미슨)는 브루탈리즘의 개념을 최초로 제창하며 재료와 구조의 진실성, 가시성 등을 제시하며 콘크리트를 비롯해 다양한 산업재료들의 물성을 그대로 노출해 마감했다. 현재는 상당수의 예술건물이 노출콘크리트 공법으로 사용되고 있다.

### 대중화
많은 건축가들이 노출콘크리트의 대중화에 크게 기여한 인물로 일본의 건축가 안도 다다오(安藤忠雄)를 꼽는다. 그는 노출콘크리트와 물, 빛 등 자연적인 요소를 결합하여 건축재료 본연의 질감을 잘 살리는 건축가로 평가받는다.

## 시공과정
노출콘크리트공사의 공정은 대체로 다음과 같이 진행된다.
1. 시공계획서 작성
2. 거푸집의 선정
3. 거푸집 세우기
4. 콘크리트 타설
5. 양생
6. 탈형
7. 표면처리

## 특징

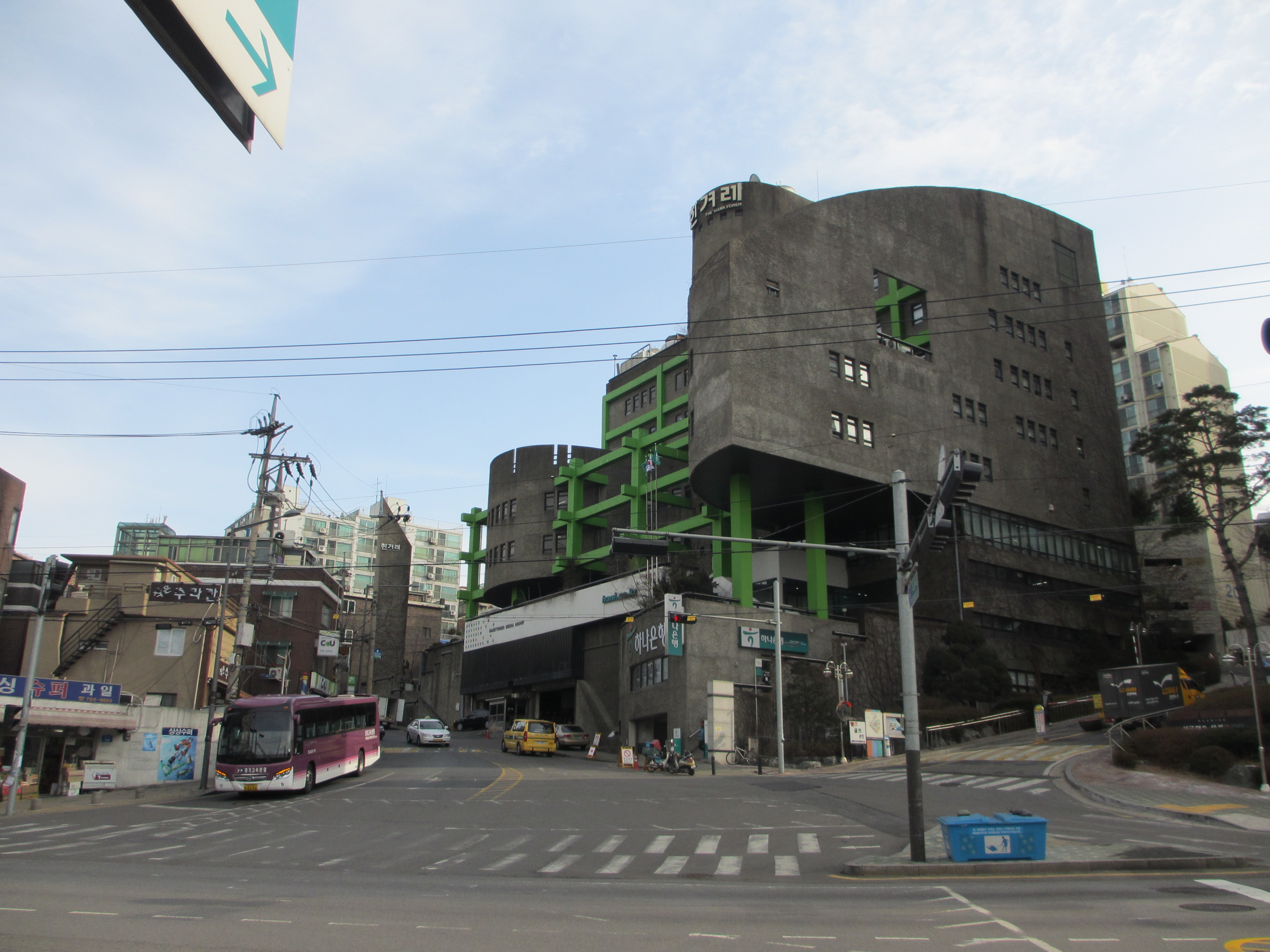
서울특별시 마포구 공덕동에 위치한 한겨레 신문사 사옥은 노출콘크리트 공법으로 만들어진 건물 중 하나이다.

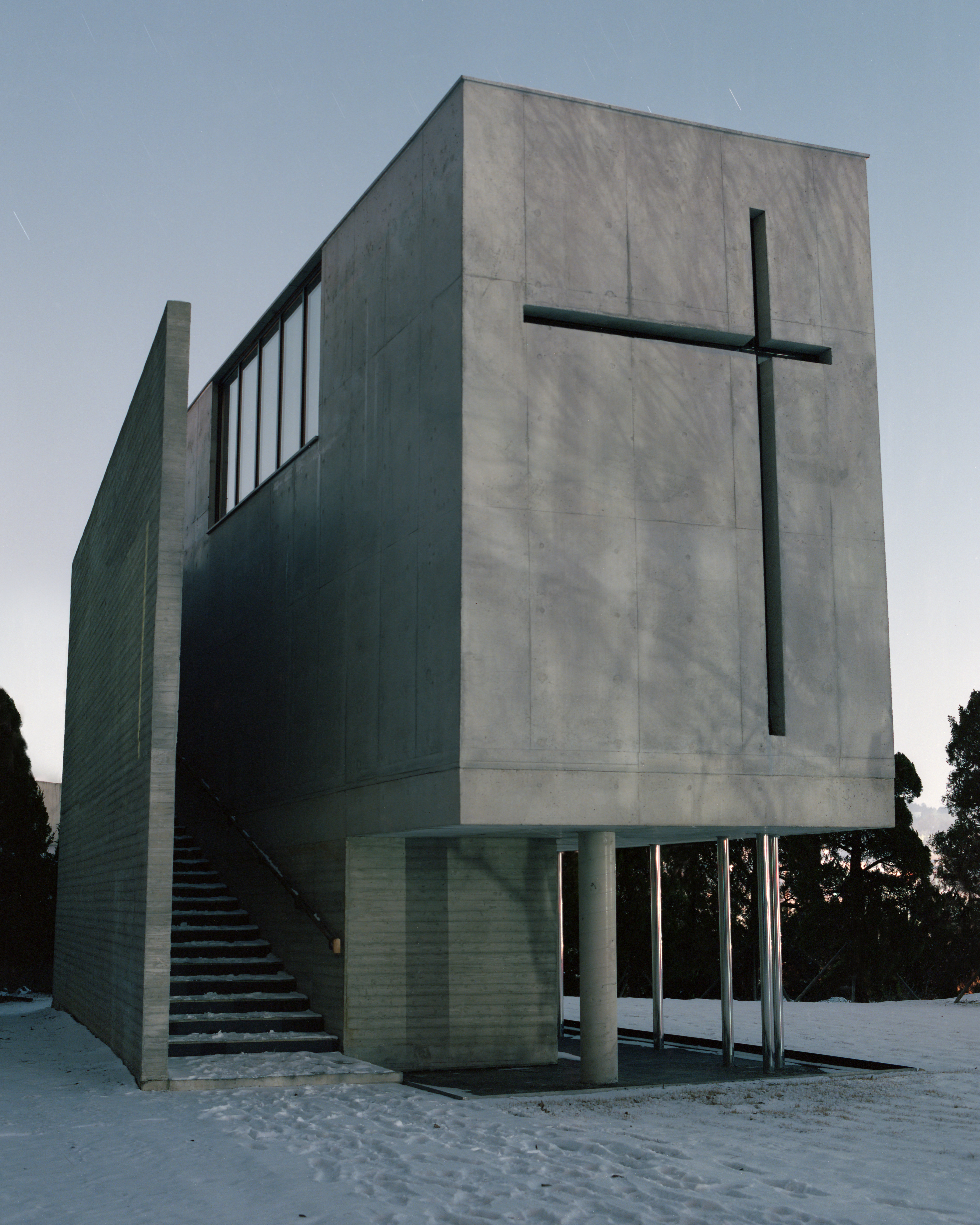
노출 콘크리트 공법으로 건축된 한국의 기도원.

노출콘크리트 공법으로 지어진 건축물에서는 콘크리트 자체가 구조재이며 마감재이다. 때문에 다른 어떤 마감 공사보다 어려움이 따른다. 하지만 그로인해 다양한 형태의 구조표현이 가능해진다는 장점이 있다. 또한 노출콘크리트는 건축물 본연의 모습을 그대로 드러냄으로써 중후하며 단단한 질감을 표현한다. 이 공법으로 지어진 건축물의 콘크리트 위에 별도의 미장이 들어가지 않으므로 유지관리가 손쉬우며 내구성이 비교적 높다.
노출콘크리트 공법으로 지어진 대표적 건축물로는 르 코르뷔지에의 롱샹 순례자 성당, 루이스 칸의 솔크 연구소와 필립 엑스터 아카데미 도서관, 안도 다다오의 빛의 교회, 물의 절, 아키타 현립 미술관, 본태 박물관, 포트워스 근대 미술관 등을 들 수 있다.

## 노출콘크리트 판넬
노출콘크리트 판넬은 노출콘크리트 현장 타설의 어려움을 간편하고 저렴하게 건식으로 시공하는 판넬이다. 압출성형패널과 타설패널로 나눌 수 있다.
압출성형패널은 대표적으로 CRC보드나 베이스패널이 있고, 시멘트와 목재 펄프를 섞어 고압으로 눌러서 만든 패널이고, 타설패널은 콘크리트 자체를 금형틀에 타설 후 습식으로 양생시켜서 만든 패널이다. 압출성형은 주문 제작이 가능하지만 타설패널에 비해 색감과 질감이 떨어진다. 또한 타설패널은 석재와 같은 방식으로 시공하므로 RC조인 경우 금속트러스 작업 없이 앙카시공이 가능하다.

## 같이 보기
- 브루탈리즘